# Jiangdu
Jiangdu (chinois : 江都市 ; pinyin : yízhēng shì) est une ville de la province du Jiangsu en Chine. C'est une ville-district placée sous la juridiction de la ville-préfecture de Yangzhou.

## Démographie
La population du district était de 1 067 643 habitants en 1999.

## Personnalités liées
- Cheng Jinfang (1718-1784), poète et érudit de la dynastie Qing y est né.